# Matt Milano
Matthew Vincent Milano (Orlando, 27 luglio 1994) è un giocatore di football americano statunitense che milita nel ruolo di linebacker per i Buffalo Bills della National Football League (NFL).

## Carriera

### Buffalo Bills
Milano fu scelto nel corso del quinto giro (163º assoluto) del Draft NFL 2017. Disputò la prima gara come titolare il 7 ottobre e all'inizio del mese di dicembre fu nominato linebacker sul lato debole titolare della difesa dei Bills. Nell'ultima partita della stagione regolare contro i Miami Dolphins si infortunò al tendine del ginocchio e non poté essere in campo nel primo turno di playoff.
Nel terzo turno della stagione 2018, vinto a sorpresa contro i favoriti Minnesota Vikings, Milano fu premiato come miglior difensore della AFC della settimana.
Il 16 marzo 2021 Milano firmò un nuovo contratto quadriennale del valore di 41,5 milioni di dollari.
Nell'undicesimo turno della stagione 2022 Milano fu premiato per la seconda volta in carriera come difensore della AFC della settimana grazie a 12 placcaggi (di cui 3 con perdita di yard), un sack e un fumble recuperato nella vittoria sui Cleveland Browns. A fine stagione fu inserito nel First-team All-Pro e convocato per il Pro Bowl al posto dell'infortunato Khalil Mack dopo avere terminato con 99 placcaggi, 1,5 sack e 3 intercetti. Nel primo turno di playoff guidò la squadra con 10 tackle e 2 sack nella vittoria sui Miami Dolphins. Un altro sack lo mise a segno nel turno successivo su Joe Burrow ma i Bills furono eliminati dai Cincinnati Bengals.
Il 12 marzo 2023 Milano firmó un nuovo contratto con Bills fino al 2026. Nel quinto turno fu costretto ad abbandonare la partita contro i Jacksonville Jaguars nel primo quarto a causa di un grave infortunio al ginocchio.

## Palmarès
- Convocazioni al Pro Bowl: 1

2022
- First-team All-Pro: 1

2022
- Difensore della AFC della settimana: 2

3ª del 2018, 11ª del 2022